# Liste der Monuments historiques in Chantemerle
Die Liste der Monuments historiques in Chantemerle führt die Monuments historiques in der französischen Gemeinde Chantemerle auf.

## Liste der Objekte
| Bezeichnung               | Beschreibung                          | Standort                       | Kennzeichnung | Schutzstatus | Datum | Bild |
| ------------------------- | ------------------------------------- | ------------------------------ | ------------- | ------------ | ----- | ---- |
| Skulptur Madonna mit Kind | Holz, farbig gefasst, 19. Jahrhundert | in der Kirche St-Serein (Lage) | PM51000268    | Classé       | 1959  |      |
| Kruzifix                  | Holz, 17. Jahrhundert                 | in der Kirche St-Serein (Lage) | PM51002799    | Inscrit      | 1978  |      |
| Zwei Tafelschnitzereien   | Holz, 17. Jahrhundert                 | in der Kirche St-Serein (Lage) | PM51002800    | Inscrit      | 1978  |      |